# میگل مارتورل
میگل مارتورل (اسپانیایی: Miguel Martorell‎؛ زادهٔ ۲۴ نوامبر ۱۹۳۷) دوچرخه‌سوار اهل اسپانیا است. وی در  بازی‌های المپیک تابستانی ۱۹۶۰ شرکت کرده است.